# Gottlieb August Wilhelm Herrich-Schäffer
Gottlieb August Wilhelm Herrich-Schäffer (Ratisbona, 17 de diciembre de 1799 - Ratisbona, 4 de abril de 1874), fue un entomólogo y médico alemán.

## Biografía
Fue un autor prolífico que publicó : Die Schmetterlinge Europas. Describe las mariposas colectadas por Josef Johann Mann (1804-1889) y Julius Lederer (1821-1870). Partes de su colección fue a Otto Staudinger en el Museo de Historia Natural de Berlín; y a M. J. Bastelberg en el Colección Estatal Zoológica de Múnich (Zoologische Staatssammlung München). Lotes de Microlepidoptera de su colección fueron a Ottmar Hofmann (1835–1900) en el Museo de Historia Natural de Londres.

## Honores
- 1861 a 1871: presidente de la Sociedad Botánica de Regensburg (Regensburgischen Botanischen Gesellschaft)
- 1871: ciudadano de honor de la ciudad de Ratisbona

## Obras
- Die wanzenartigen Insecten. Getreu nach der Natur abgebildet und beschrieben. (Fortsetzung des Hahn'schen werkes). F? band. C.H. Zeh, Nbg. 108 pp. 1839
- Die Wanzenartigen Insecten. Getreu nach der Natur abgebildet und beschrieben. Achter band. J.L. Lotzbeck, Nbg. 130 pp. 1848
- Systematische Bearbeitung der Schmetterlinge von Europa, zugleich als Text, Revision und Supplement zu Jakob H?s Sammlung Europacher Schmetterlinge. Vierter band. Z? u. Wickler. Manz, Ratisbona. 288 + 48 pp. 1849
- Die Schmetterlinge der insel Cuba. Corr Bl Zool Min Ver Regensb 22: 147-156. 1868
- Nomenclator entomologicus. Verzeichniss der europäischen Insecten, zur Erleichterung des Tauschverkehrs mit Preisen versehen. Friedrich Pustet, Regensburg 1835-1840
- Index alphabetico-synonymicus insectorum hemiptera heteropterorum. Alphabetisch-synonymisches Verzeichniss der wanzenartigen Insecten. G. J. Manz, Regensburg 1853
- Sammlung neuer oder wenig bekannter aussereuropäischer Schmetterlinge. G. J. Manz, Regensburg 1850-1858
- Neue Schmetterlinge aus Europa und den angrenzenden Ländern. G. J. Manz, Regensburg 1860
- Neuer Schmetterlinge aus dem Museo Godeffroy in Hamburg. Erste Abtheilung: die Tagfalter. Stett. ent. Ztg 30 (1-3): 65-80, pls. 1-4. 1869

- La abreviatura «Herr.-Schaeff.» se emplea para indicar a Gottlieb August Wilhelm Herrich-Schäffer como autoridad en la descripción y clasificación científica de los vegetales.[1]

## Abreviatura (zoología)
La abreviatura Herrich-Schäffer  se emplea para indicar a Gottlieb August Wilhelm Herrich-Schäffer como autoridad en la descripción y taxonomía en zoología.